# Isidro E. Méndez
Isidro E. Méndez Santos (n. 1955) es un botánico y profesor cubano; desarrollando actividades académicas como profesor titular (y director) en el Centro de Estudios de Ambiente y Educación Ambiental, en la Universidad de Ciencias Pedagógicas José Martí, Camagüey.
Posee un doctorado en Ciencias Biológicas. Ha trabajado taxonómicamente con la familia Verbenaceae, enfáticamente con el género Lantana. Es curador de esa familia de la Flora de Cuba.

## Algunas publicaciones
- j. rifá Téllez, r. risco Villalobos, i. Méndez Santos, b. Aguilera. 2011. Consolea millspaughii. Memorias del Taller. Conservación de Cactus Cubanos en línea

- ------------------, i.e. Méndez, r.a. Risco. 2005. Cactáceas amenazadas de la provincia de Camagüey, Cuba. En: L.R. González-Torres, A. Palmarola & A. Rodríguez (eds.) Memorias del Taller Conservación de Cactus Cubanos. pp 101-106, Jardín Botánico Nacional, Universidad de La Habana, 23-25 de marzo de 2005, Ed. Feijóo, Santa Clara, Cuba

- i.e. Méndez, e.r. Bécquer, p.p. Herrera. 2005. A new species of Satureja (Lamiaceae) from Central Cuba. Willdenowia 35: 167-171. – ISSN 0511-9618; doi:10.3372/wi.35.35113 en línea (enlace roto disponible en Internet Archive; véase el historial, la primera versión y la última).

- --------------. 2002. A taxonomic revision of Lantana sect. Lantana (Verbenaceae) in the Greater Antilles. Willdenowia 32: 285-301. 2002. – ISSN 0511-9618 en línea (enlace roto disponible en Internet Archive; véase el historial, la primera versión y la última).

- --------------. 2001. The problem of Citharexylum spinosum (Verbenaceae) in the Antilles. Willdenowia 31: 419-424. ISSN 0511-9618 en línea (enlace roto disponible en Internet Archive; véase el historial, la primera versión y la última).

- i.e. Méndez, rafael a. Risco. 1999. Apuntes sobre la flora y vegetación de la Península de Pastelillo y la Cayería de los Ballenatos, Nuevitas, Camagüey. J.Bot. Nac. XX

### Libros
- cristina panfet Valdés, lutgarda gonzáles Geigel, johannes Bisse, manfred Bassler, helga Dietrich, hidelisa saralegui Boza, hagen Stenzel, alicia Rodríguez Fuentes, carlos Sánchez, rosa rankin Rodríguez, dieter h. Mai, isidro e. Méndez. 2007. Flora de La República de Cuba: Serie A. Plantas vasculares. Vol. 12. Ed. ilustrada de Koeltz Sci. Books, 266 pp. ISBN 3906166589

### Capítulos de libros
- 1997. Alejandro de Humboldt en Cuba. Ed. Oficina del Historiador de la Ciudad de La Habana, 132 pp. ISBN 3896390775

- La abreviatura «I.E.Méndez» se emplea para indicar a Isidro E. Méndez como autoridad en la descripción y clasificación científica de los vegetales.[2]